# Roberts (Idaho)
Roberts és una població dels Estats Units a l'estat d'Idaho. Segons el cens del 2000 tenia 647 habitants.

## Demografia
Segons el cens del 2000, Roberts tenia 647 habitants, 160 habitatges, i 138 famílies. La densitat de població era de 805,8 habitants/km².
Dels 160 habitatges en un 63,1% hi vivien nens de menys de 18 anys, en un 71,9% hi vivien parelles casades, en un 8,8% dones solteres, i en un 13,8% no eren unitats familiars. En l'11,3% dels habitatges hi vivien persones soles el 8,1% de les quals corresponia a persones de 65 anys o més que vivien soles. El nombre mitjà de persones vivint en cada habitatge era de 4,04 i el nombre mitjà de persones que vivien en cada família era de 4,43.
Per edats la població es repartia de la següent manera: un 41,4% tenia menys de 18 anys, un 11% entre 18 i 24, un 28,7% entre 25 i 44, un 12,2% de 45 a 60 i un 6,6% 65 anys o més.
L'edat mediana era de 23 anys. Per cada 100 dones de 18 o més anys hi havia 114,1 homes.
La renda mediana per habitatge era de 31.071 $ i la renda mediana per família de 33.125 $. Els homes tenien una renda mediana de 28.750 $ mentre que les dones 17.000 $. La renda per capita de la població era d'11.100 $. Aproximadament el 12,6% de les famílies i el 18,9% de la població estaven per davall del llindar de pobresa.

## Poblacions més properes
El següent diagrama mostra les poblacions més properes.